# マクサー・テクノロジーズ
マクサー・テクノロジーズ（英語: Maxar Technologies Inc.）は、アメリカ合衆国の宇宙技術会社である。本社はコロラド州ウェストミンスターにある。専門分野は、通信衛星・地球観測衛星・レーダー衛星通信・地球観測・レーダー・軌道上サービス衛星・衛星製品の製造及び関連事業である。

## 沿革
フィラデルフィアに本拠を置く航空宇宙産業を手掛けた電機メーカーであるフィルコ社の一部門として1957年に開設された西部開発研究所（Western Development Laboratories）が同社の起源となる。
1961年、フォードがフィルコを買収したことでフィルコ=フォードが設立され、ここでジェミニ計画やアポロ計画で使用された施設の開発と製造を行っている。1982年にはフォード・エアロスペースに社名が変わり、1992年、デジタルグローブの前身となるワールドビュー・イメージング社が設立された。
2017年、カナダの宇宙技術会社であったMDAがリモートセンシング企業であるデジタルグローブを買収した際、マクサー・テクノロジーズに改名が行われた。
2019年5月、同社はNASAによって開発が予定されている月軌道プラットフォームゲートウェイの電力および推進部品の供給元として選ばれた。
2019年12月30日、MDAの事業をノーザン・プライベート・キャピタル (Northern Private Capital, NPC) が主導するフィナンシャルスポンサーの共同事業体に10億カナダドル（7億6500万米ドル）で売却するという最終合意に達したと発表した。売却される事業には、地上局、レーダー衛星製品、ロボット工学、国防、衛星部品を含むMDAのカナダ事業のすべてが含まれ、約1,900人の従業員が従事していた。2020年4月8日、NPCへの売却処理が終了した。その後、カナダの株式非公開企業として設立され、トロント証券取引所に上場した。
2023年5月、Advent Internationalによって買収され、非公開会社となった。

## 子会社
子会社にカリフォルニア州パロアルトに本社を置くスペースシステムズ/ロラール、コロラド州ウェストミンスターに本社を置くデジタルグローブ、バージニア州ハーンドンに本社を置くラディアント・ソリューションズがあり、マクサー・テクノロジーズはその持株会社になっている。